# غوتفريد ميرتسباخر
غوتفريد ميرتسباخر (بالألمانية: Gottfried Merzbacher)‏ (و. 1843 – 1926 م) هو جغرافي، ومستكشف، ورسام الخرائط، ومتسلق جبال، ومصور ألماني، ولد في بايرسدورف (مدينة المانية)، توفي في ميونخ، عن عمر يناهز 83 عاماً.

## جوائز
حصل على جوائز منها:
- Carl-Ritter-Medal  [لغات أخرى]‏ (1908)
- Order of Saint Michael (Bavaria) [الإنجليزية]‏